# Ân (họ)

họ Ân viết bằng chữ Hán

Ân là một họ của người châu Á. Họ này có mặt ở Trung Quốc (chữ Hán: 殷, Bính âm: Yin) và Triều Tiên (Hangul: 은, Romaja quốc ngữ: Eun). Trong danh sách Bách gia tính họ Ân xếp thứ 74.

## Người Trung Quốc họ Ân nổi tiếng
- Ân Kiệu, một trong 24 khai quốc công thần của nhà Đường
- Ân Thừa Tông, nghệ sĩ piano và nhà soạn nhạc Trung Quốc
- Ân Nhữ Canh, chính trị gia Trung Quốc đầu thế kỉ 20
- Ân Phương Long, Thượng tướng Quân Giải phóng Nhân dân Trung Quốc
- Ân Kì, giám đốc điều hành Tập đoàn đường sắt cao tốc Đài Loan

## Người Triều Tiên họ Eun nổi tiếng
- Eun Ji Won (Hangul: 은지원, Hanja: 殷志源, Hán Việt: Ân Chí Nguyên), ca sĩ Hàn Quốc